# Pecorino siciliano
Pecorino siciliano es un queso italiano con denominación de origen protegida a nivel europeo (1996) y Denominazione di Origine Controllata de Italia desde 1955. Italia no solicitó la protección de la denominación «pecorino». La zona de producción comprende toda Sicilia, pero sobre todo las provincias de Agrigento, Caltanissetta, Enna, Trapani y Palermo.

## Historia
El pecorino siciliano es un queso que proviene del mundo griego clásico. Ya en la antigüedad se reconocía como uno de los mejores quesos.

## Elaboración
Se produce exclusivamente con leche cruda entera de oveja en el territorio siciliano. Se coagula en un recipiente de madera. Se pasa después a la incanestratura y luego al salado. 

## Características
Tiene forma cilíndrica, con un lateral ligeramente cóncavo y un peso de unos 12 kilos. Es un queso estilo pecorino, como su pariente cercano, el pecorino Romano, pero no tan conocido como este fuera de Italia. Puede consumirse a un nivel más o menos alto de maduración. Sus características cambian según el grado de curación, aunque para poder comercializarse necesita un mínimo de cuatro meses.

## Denominación de origen
El Pecorino siciliano cuenta con reconocimiento nacional como denominación de origen italiana desde 1955. Desde 1996 es una denominación de origen protegida (PDO) ante la Unión Europea. A nivel internacional, cuenta con registro como denominación de origen, conforme al Sistema de Lisboa, ante la Organización Mundial de la Propiedad Intelectual, desde el 23 de octubre de 2014.